# Michael Logan
Michael Logan (Chicago, ca. 1949) is een Amerikaanse jazzcontrabassist.

## Biografie
Logan, die uit Chicago afkomstig is, speelde eerst gitaar. In 1969 stapte hij over op de basgitaar en in het midden van de jaren 1970 op de contrabas. Hij studeerde bij Rufus Reid en Muhal Richard Abrams, aan wiens album Blues Forever (Black Saint, 1982) hij deelnam. In de loop van zijn carrière heeft hij ook gewerkt met het Northside Symphony Orchestra, Clifford Jordan, John Hicks, John Stubblefield, Walter Bishop jr. en Geri Allen. Vanaf de jaren 1990 maakte hij deel uit van het trio en kwartet van Kalaparusha Maurice McIntyre, op wiens albums Dream Of (CIMP, 1998) en Extremes (2007) hij te horen is. In 1995 bracht hij onder zijn eigen naam het album Night Out uit bij Muse Records, waaraan Benny Green, Houston Person, Joe Ford en Cecil Brooks III deelnamen. De bassist moet niet worden verward met de toetsenist met dezelfde naam, die o.a. samenwerkte samen met Ramsey Lewis.

## Discografie
- 1990: Night Out (Muse Records) met Cecil Brooks III, Benny Green, Joe Ford, Houston Person

### Songs geschreven voor andere artiesten
- 1975: Love is a woman for Giuni Russo (tekst van Giuni Russo, muziek van Michael Logan), uitgebracht op Love is a woman;
- 1975: Everytime you leave for Giuni Russo (tekst en muziek door Michael Logan), uitgebracht op Love is a woman
- 1975: Carol for Giuni Russo (tekst van Giuni Russo, muziek van Michael Logan), uitgebracht op Love is a woman
- 1975: Suddenly I'm alone for Giuni Russo (tekst van Giuni Russo, muziek van Michael Logan), uitgebracht op Love is a woman
- 1975: Acting the part for Giuni Russo (tekst van Giuni Russo, muziek van Michael Logan), uitgebracht op Love is a woman
- 1975: Give me one reason for Giuni Russo (tekst van Giuni Russo, muziek van Michael Logan), uitgebracht op Love is a woman
- 1975: If you really wanna say goodbye for Giuni Russo (tekst van Giuni Russo, muziek van Michael Logan), uitgebracht op Love is a woman